# Erik Guay
Erik Guay, född 5 augusti 1981 i Mont-Tremblant, är en kanadensisk före detta alpin skidåkare. Han tävlade i världscupen sedan 2000 och tog fem segrar i karriären. Den sista kom den 1 mars 2014 när han vann störtloppet i Kvitfjell. Hann vann super-G-cupen 2010/2011. 
Guay deltog i sex världsmästerskap. Vid VM i Garmisch-Partenkirchen 2011 vann han guld i störtloppet, 32 hundradelar före silvermedaljören Didier Cuche , hans första VM-medalj i karriären.
Han deltog även i tre olympiska spel. Det bästa resultatet är en fjärdeplats i super-G-loppet i Sestriere 2006 .
Guay beslutade sig för att lägga av sedan hans landsman och landslagskompis Manuel Osborne-Paradis kraschat våldsamt inför säsongsstarten vintern 2018.

## Individuella världscupsegrar (5)
| Datum            | Ort                    | Disciplin |
| ---------------- | ---------------------- | --------- |
| 24 februari 2007 | Garmisch-Partenkirchen | Störtlopp |
| 7 mars 2010      | Kvitfjell              | Super-G   |
| 11 mars 2010     | Garmisch-Partenkirchen | Super-G   |
| 21 december 2013 | Val Gardena            | Störtlopp |
| 1 mars 2014      | Kvitfjell              | Störtlopp |